# Anastrepha flavipennis
Anastrepha flavipennis är en tvåvingeart som beskrevs av Greene 1934. Anastrepha flavipennis ingår i släktet Anastrepha och familjen borrflugor. Inga underarter finns listade i Catalogue of Life.